# Маргони (Тренто)
Маргони је насеље у Италији у округу Тренто, региону Трентино-Јужни Тирол.
Према процени из 2011. у насељу је живело 155 становника. Насеље се налази на надморској висини од 454 м.